# Ruta Nacional 15 (Colombia)
La Ruta Nacional 15 fue una ruta colombiana de tipo Troncal que iniciaba en la ciudad de Medellín, departamento de Antioquia y finalizaba en el municipio de Turbo en el departamento de Antioquia. Una ruta que conectaría la capital de Antioquia y el Valle de Aburrá con la región del Urabá antioqueño y el Caribe colombiano.  

## Antecedentes
La Ruta fue establecida en la Resolución 3700 de 1995 y eliminada por la Resolución 339 de 1999 donde sus tramos ahora forman parte de la Ruta Nacional 62.

## Descripción de la ruta
La ruta se conformaba de la siguiente manera:

### Ruta eliminada o anterior
| Código | Tipo  | Recorrido                                  | Situación Actual |
| ------ | ----- | ------------------------------------------ | --- |
| 1501   | Tramo | Medellín - Santa Fe de Antioquia           | - 6204 Tramo de la Ruta Nacional 62                                                                                                 |
| 1502   | Tramo | Santa Fe de Antioquia - Dabeiba            | - 6203 Tramo de la Ruta Nacional 62                                                                                                 |
| 1502B  | Tramo | Santa Fe de Antioquia - El Cinco - Manglar | - 05042VT04 Carretera Terciaria Departamental                                                                                       |
| 1503   | Tramo | Dabeiba - Chigorodó                        | - 6202 Tramo de la Ruta Nacional 62                                                                                                 |
| 1504   | Tramo | Chigorodó - Turbo                          | - 6201 Tramo de la Ruta Nacional 62                                                                                                 |
| 1504A  | Tramo | El Tres - Turbo                            | - 62AN01 Carretera Secundaria Departamental                                                                                         |
| 15ANA  | Paso  | Paso por Santa Fe de Antioquia             | - Calle 10 Calle 11 Vía urbana de Santafé de Antioquia                                                                              |
| 15ANB  | Paso  | Paso por Cañasgordas                       | - Carrera 30 Vía urbana de Cañasgordas                                                                                              |
| 15AN01 | Ramal | Ramal a Sopetrán                           | - Sin Nomenclatura Carreteable |
| 15AN02 | Ramal | Ramal a Giraldo                            | - 62AN12 Carretera Terciaria Departamental (62AN12)                                                                                 |
| 15AN03 | Ramal | Cruce ruta 15 - Buriticá - Tabacal         | - 62AN13 Carretera Terciaria Departamental (Pinguro - Buriticá) - 05113VT183 Carretera Terciaria Departamental (Buriticá - Tabacal) |
| 15AN04 | Ramal | Dabeiba - Urama - Camparrusia              | - 05234VT01 Carretera Terciaria Departamental                                                                                       |
| 15AN05 | Ramal | Mutatá - Pavarandogrande                   | - 62AN06 Carretera Terciaria Departamental                                                                                          |
| 15AN06 | Ramal | Ramal a Pavarandocito                      | - 05480VT08 Carretera Terciaria Departamental                                                                                       |
| 15AN07 | Ramal | Caucheras - Bajirá                         | - 62AN05 Carretera Terciaria Departamental                                                                                          |
| 15AN08 | Ramal | Porroso - río León                         | - 05480VT18 Carretera Terciaria Departamental                                                                                       |
| 15AN09 | Ramal | Chigorodó - río Chigorodocito - El Congo   | - 05209VT06 Carretera Terciaria Municipal                                                                                           |
| 15AN10 | Ramal | Carepa - Saiza                             | - 62AN03 Carretera Terciaria Departamental                                                                                          |
| 15AN11 | Ramal | El Tres - San Pedro de Urabá               | - 62AN02 Carretera Secundaria Departamental                                                                                         |

## Municipios
Las ciudades y municipios por los que recorre la ruta son los siguientes (fondo azul: recorrido actual; Fondo gris: recorrido anterior o propuesto; texto en negrita: recorre por el casco urbano; texto azul: Ríos):
| Tramo | Municipio            | Recorrido | Departamento |
| ----- | -------------------- | --- | ------------ |
| 1501  | Medellín             | Medellín, Pajarito (Acceso 62AN18 a Santa Rosa de Osos); Quebrada La Iguana; Cerro de la Cajetilla, San Sebastián de Palmitas, Alto Contento. | Antioquia    |
| 1501  | San Jerónimo         | El Puerto (Acceso 05656VT131 a La Miserenga con cruce 6204A ); Río Aurrá; San Jerónimo (Acceso 62AN16 a San Pedro de los Milagros), Puente Aurrá; La Ye (Variante 6204B a Sopetrán y Santafé de Antioquia); Ye de Sopetrán.                                | Antioquia    |
| 1501  | Sopetrán             | Morro Pelón; Río Cauca. | Antioquia    |
| 1501  | Santafé de Antioquia | Paso Real (Cruce 25B02 ); Santafé de Antioquia (Variante 6204B a La Ye de San Jerónimo y variante 05042VT04 62AN12 a Giraldo y Manglar); Cativo (Acceso).                                                                                                  | Antioquia    |
| 1502  | Santafé de Antioquia | Santafé de Antioquia; Loma de Goyas; Cativo (Acceso). | Antioquia    |
| 1502  | Giraldo              | Pinguro; Manglar (Variante 62AN12 05042VT04 a Giraldo y Santafé de Antioquia). | Antioquia    |
| 1502  | Cañasgordas          | Cañasgordas; La Balsa (Acceso 62AN10-1 a Frontino); Río Cañasgordas; Rubicón (Acceso 05138VT05 a Corregimiento Cestillal); Chorodó (Acceso 62AN10 a Frontino).                                                                                             | Antioquia    |
| 1502  | Uramita              | El Pital; Uramita (Acceso 62AN09 a Peque); Río Sucio; Río verde (Acceso 62AN07 a El Chino). | Antioquia    |
| 1502  | Dabeiba              | Río Verde; El Botón (Acceso 62AN08 a Frontino); El Chino (Acceso 62AN07 a Río verde); Dabeiba. | Antioquia    |
| 1502B | Santafé de Antioquia | Santafé de Antioquia, Río Tonusco; Roma Rosales; Río Tonusco; Tonusco Arriba. | Antioquia    |
| 1502B | Giraldo              | Giraldo; Manglar (Cruce 6203 ). | Antioquia    |
| 1503  | Dabeiba              | Dabeiba; Río Sucio; Río Quiparadó; Tascón; Río Pegadó; Río Tasidó. | Antioquia    |
| 1503  | Mutatá               | Santa Teresa, Río Mutatá; Mutatá (Acceso 62AN06 a Pavarando Grande); Ramal Pavaradoncito (Acceso 62AN06 a Pavarandocito); Caucheras (Acceso 62AN05 a Belén de Bajirá); Río Villarteaga; Villa Arteaga; Bejuquillo; Río Parroso; Río Chado; Río La Fortuna. | Antioquia    |
| 1503  | Chigorodó            | El Tigre (Acceso a Lomas Aisladas (Inicio de la Carretera Panamericana en Colombia)); Chigorodó. | Antioquia    |
| 1504  | Chigorodó            | Chigorodó; Río Guaduas. | Antioquia    |
| 1504  | Carepa               | Carepa (Variante 62AND ); Río Carepa; XII Brigada del Ejército. | Antioquia    |
| 1504  | Apartadó             | El Reposo (Variante 62ANG ), Río Zungo; Apartadó (Variante 62ANF ); Río Grande. | Antioquia    |
| 1504  | Turbo                | Ríogrande; Currulao (Variante 62ANE ); Río Guadualito; El Tres (Acceso 62AN02 a San Pedro del Urabá y variante 62AN01 de Turbo hacia El Dos); Belllavista; Turbo (Cruce 9001 ).                                                                            | Antioquia    |
| 1504A | Turbo                | El Tres (Cruce 6201 ); El Dos (Cruce 9001 ); Turbo. | Antioquia    |

## Concesiones y proyectos
Actualmente las concesiones y proyectos de esta ruta se pueden encontrar en la Ruta Nacional 62.